# Eduard Glieder
Eduard Glieder (Graz, 28 gennaio 1969) è un ex calciatore austriaco, di ruolo attaccante. Nel 1998-1999 fu capocannoniere della Bundesliga.

## Palmarès

### Giocatore

#### Club
- Campionato austriaco: 5

Salisburgo: 1994-1995, 1996-1997
Tirol Innsbruck: 1999-2000, 2000-2001, 2001-2002
- Supercoppa d'Austria: 2

Salisburgo: 1995, 1997

#### Individuale
- Capocannoniere della Bundesliga: 1

1998-1999 (22 reti)
- Capocannoniere del Coppa Intertoto UEFA: 1

2003 (6 gol) a pari merito con Viktor Trenevski